# Joseph Dalton Hooker
Sir Joseph Dalton Hooker (Halesworth, 30 giugno 1817 – Sunningdale, 10 dicembre 1911) è stato un botanico inglese.

## Biografia
Figlio di William Jackson Hooker, professore di botanica, dopo la laurea in Medicina presso l'Università di Glasgow, collaborò con il padre nella raccolta di esemplari per i Kew Gardens, partecipando a spedizioni in Sudamerica, Nuova Zelanda, Australia, Sudafrica.
Per aver scritto una voluminosa enciclopedia sulle piante fu nominato baronetto d'Inghilterra.
Raggiunse la fama per le sue collezioni di piante del Sikkim e dell'Himalaya.
Molte piante da lui scoperte lo ricordano nel nome, come la Sarcorocca hookeriana.
Fu amico e corrispondente di Charles Darwin.
Alla morte del padre, nel 1865, fu nominato Direttore dei Kew Gardens.
Dal 1873 al 1878 fu Presidente della Royal Society britannica.

## Opere
- The cryptogamic botany of the Antarctic voyage: Of H.M. Discovery ships Erebus and Terror in the years 1839-1943 under the command of Sir James Clark Ross
- The botany [of] the Antarctic voyage of H.M. discovery ships Erebus and Terror in the years 1839-1843: Under the command of Captain Sir James Clark Ross
- The Gardeners' Chronicle (redattore)